# Кругліки (Гродненська область)
Кругліки (біл. вёска Круглікі) — село в складі Гродненського району Гродненської області, Білорусь. Село підпорядковане Індурській сільській раді, розташоване в західній частині області.